# Pterostichus rostratus
Pterostichus rostratus är en skalbaggsart som beskrevs av Newman. Pterostichus rostratus ingår i släktet Pterostichus och familjen jordlöpare. Inga underarter finns listade i Catalogue of Life.